# Suga Vawani
Suga Vawani – gaun wikas samiti w środkowej części Nepalu w strefie Dźanakpur w dystrykcie Mahottari. Według nepalskiego spisu powszechnego z 2001 roku liczył on 816 gospodarstw domowych i 5180 mieszkańców (2489 kobiet i 2691 mężczyzn).